# Citroën DS3 WRC
De Citroën DS3 WRC is een rally-wagen van de Franse fabrikant Citroën. De DS3 WRC is vanaf 2011 actief in het WRC. De auto voldoet aan de Super 2000 specificaties al heeft deze DS3 een 1.6 liter motor met turbo en niet de 2.0 liter die normaal in een Super 2000 wagen ligt.

## Specificaties
In de DS3 WRC ligt een 1.6 liter turbomotor met 300pk (223 kW) en een koppel van 350 Nm wat al bij 3,250 toeren wordt gehaald.

## Trivia
- Doordat Citroën begin 2011 de tak Citroën Junior Team stopte doen naast het officiële fabieksteam van Citroën ook een aantal privé-teams mee met de DS3, waaronder het Nederlandse team van Merksteijn. Deze privé-teams worden nog wel gesponsord door Citroën.